# Josef Doubrava
Josef Doubrava (29. února 1852, Mníšek pod Brdy – 20. února 1921, Hradec Králové) byl český katolický duchovní, který se stal 20. královéhradeckým biskupem.

## Život
V Praze absolvoval v letech 1863–1871  piaristické gymnázium. 
Po teologických studiích v Římě a vysvěcení na kněze (1876) působil jako kaplan v Petrovicích u Sedlčan, v roce 1877 byl administrátorem v Dublovicích.
V roce 1880 se stal adjunktem pražské teologické fakulty a bydlel v budově Klementina. V roce 1883 byl jmenován vicerektorem  arcibiskupského semináře a později jeho rektorem. V témže roce získal doktorát teologie a byl činný jako profesor církevního práva.
Byl znamenitým znalcem svého oboru, z něhož uveřejnil řadu důležitých článků a studií v odborných časopisech. V 90. letech byl kanovníkem metropolitní kapituly u sv. Víta, předsedou manželského soudu, ale i předsedou Archeologického sboru Muzea království českého a jednatelem Křesťanské akademie.
Dne 9. února 1903 byl jmenován biskupem královéhradecké diecéze a potvrzení svého úřadu získal od papeže Lva XIII. 22. června téhož roku. Biskupské svěcení přijal 29. června a vzápětí se ujal správy diecéze.
Za zmínku stojí, že od prosince 1918 působil i jako apoštolský administrátor pražské arcidiecéze.

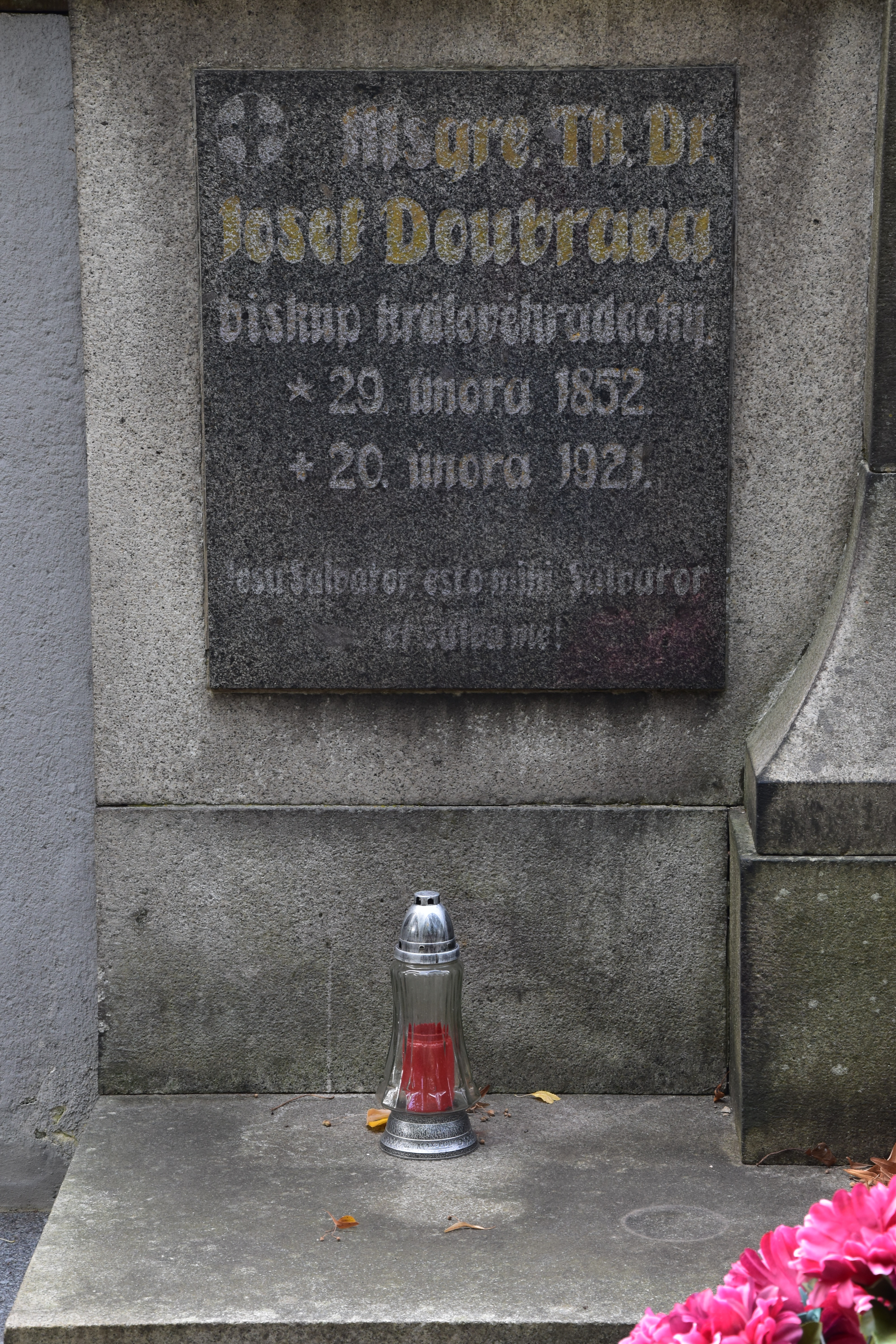
Hrob Josefa Doubravy na hřbitově v Pouchově

Zemřel ve svém sídle 20. února 1921 a byl pohřben na pouchovském hřbitově.

## Osobní znak
V dolní modré polovině znaku je zlatý kříž, na levém rameni kříže zlatá hvězda.